# Mus baoulei
Mus baoulei es una especie de roedor de la familia Muridae.

## Distribución geográfica
Se encuentra en Benín, Costa de Marfil, Guinea, posiblemente Ghana, y Sierra Leona.

## Hábitat
Su hábitat natural es:sabana seca